# Lorraine K. Tyler
Lorraine Komisarjevsky Tyler (* 1945) ist eine britische Neuropsychologin und Kognitionswissenschaftlerin.

## Leben
Lorraine K. Tyler studierte von 1963 bis 1966 Psychologie an der University of Leicester. Nach ihrer Promotion 1977 an der University of Chicago mit einer Arbeit zur Kognitionspsychologie war sie anschließend bis 1980 wissenschaftliche Mitarbeiterin an der Universität Nijmegen. Danach war sie bis 1985 am Max-Planck-Institut für Psycholinguistik in Nijmegen tätig. 1985 wechselte sie als Dozentin an die University of Cambridge.
1990 wurde sie Professorin für Psychologie am Birkbeck College in London. 1998 ging sie zurück nach Cambridge, wo sie eine vom Medical Research Council (MRC) finanzierte Professur für Kognitive Neurowissenschaft erhielt. Gegenwärtig ist sie Leiterin des Centre for Speech, Language and the Brain an der Universität Cambridge. Außerdem leitet sie das Forschungsnetzwerk Cambridge Centre for Ageing and Neuroscience (Cam-CAN).
In ihrem interdisziplinären Centre for Speech, Language and the Brain werden die mittels verschiedener bildgebender Verfahren (wie fMRT, MEG und EEG) gewonnenen Daten genutzt, um die Muster der Gehirnaktivität von gesunden Menschen mit denen hirngeschädigter Patienten zu vergleichen. Dabei interessiert speziell, inwieweit neurokognitive Funktionen in der Lage sind, die Reorganisation und die Flexibilität nach Veränderungen im Gehirn aufgrund von normalem Altern („gesundem Altern“) oder Hirnschäden zu ermöglichen. Dazu gehören Studien über den Zusammenhang zwischen kognitiven Beeinträchtigungen und Erhaltung der Leistungsfähigkeit beim gesunden Altern sowie Studien, in denen erworbene Sprachstörungen (Aphasie) aufgrund von Schlaganfällen untersucht werden. Außerdem forscht sie zu allgemeinen Problemen der Informationsverarbeitung im Gehirn. In ihrer Forschungsgruppe Cam-CAN wird speziell erforscht, welche Auswirkungen die altersbedingten Veränderungen von Hirnstruktur und Hirnfunktion auf die kognitiven Funktionen alternder Menschen haben.
Lorraine K. Tyler hat mit ihren zahlreichen wissenschaftlichen Publikationen wesentlich zum tieferen Verständnis der genannten Probleme beigetragen.
Sie ist Herausgeberin (Editor-in-Chief) der Zeitschrift Language, Cognition and Neuroscience.
1995 wurde sie zum Fellow der British Academy  und 2006 zum ordentlichen Mitglied der Academia Europaea gewählt. 2009 wurde sie Fellow der Association for Psychological Science.